# 台北捷運民生汐止線
民生汐止線 (ミンシェンシーチーせん) は台北捷運の計画中路線。松山線より北側の大同区・中山区・松山区・内湖区と、新北市汐止区との間は、汐止の社后地区の人口が多いにもかかわらず台北市内に通じる外郭道路の整備が進んでいないことから、東西方向の捷運路線建設が計画された。
松山新店線と板南線の各駅には2回乗り換えが必要になるが、それ以外は乗り換え1回ですべての駅に行くことができる。
民生汐止線には、本線のほか東湖地区に東湖支線の建設が予定されている。
台北市政府捷運工程局は民生汐止線の路線記号をSBとした。新北市政府により整備計画が先行する新北市内の区間は特に汐止東湖線あるいはその略称の汐東線と称される

## 路線概要

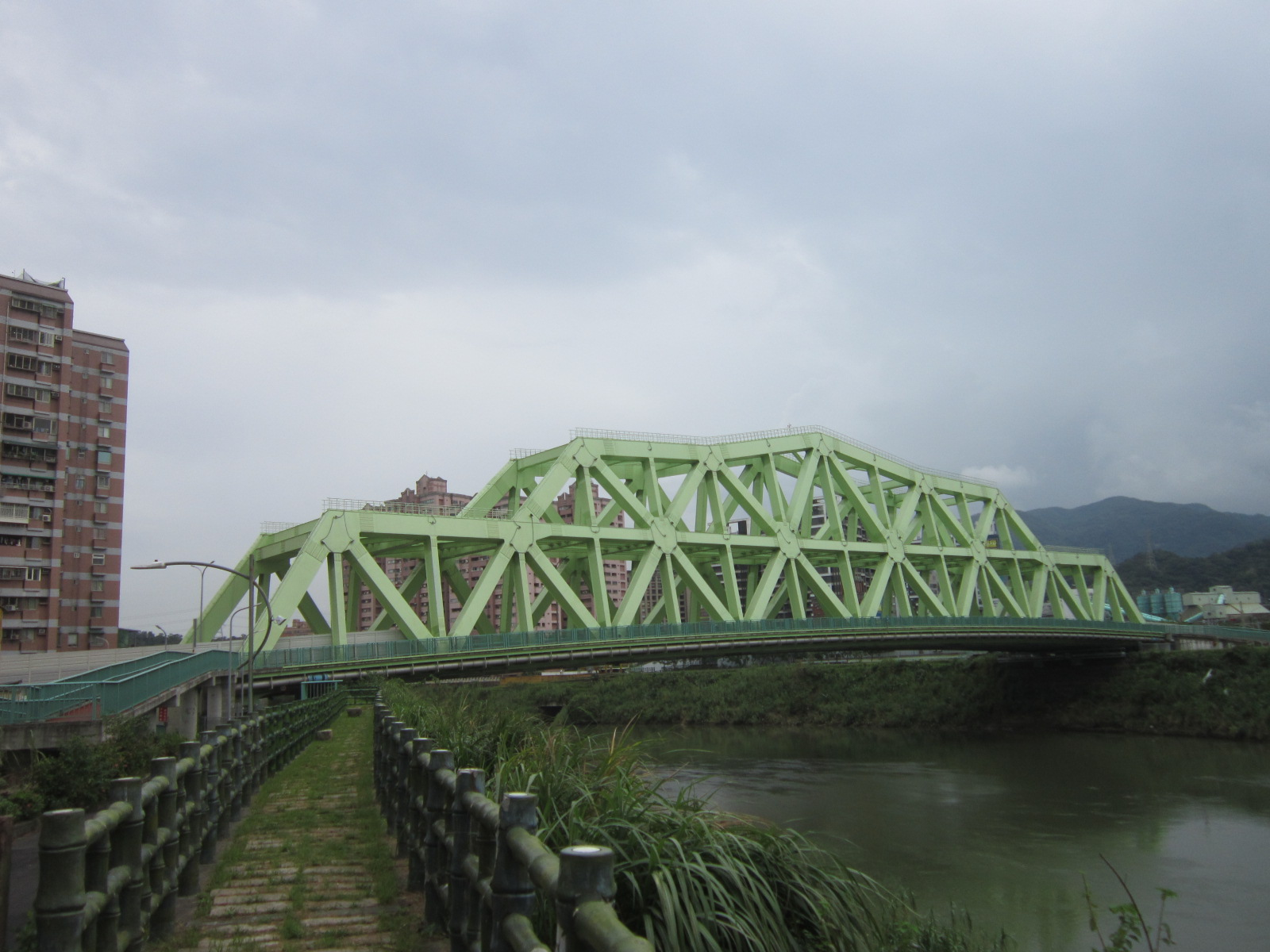
下部の道路部分が2015年に先行開通している新社后橋。上部を本路線が通過できる設計になっている。

大稲埕を始点とし、民生西路の地下を進んで淡水信義線双連駅に接続する。中和新蘆線および文湖線と交差したのち民生東路の地下を東進し、基隆河をアンダークロスして内湖区に至る。内湖区では新湖一路の地下を通り旧宗路との交差点で環状線東環段と接続する。中山高速公路をアンダークロスして成功路・民権東路に沿って進み、葫蘆洲山を越えたところで高架に出る。中山高速公路と葫蘆洲地区を抜け安康路228巷、潭美街、吉林街を経て、汐止区の社后地区に至る。社后地区には車両基地を置く。ここから東に曲がって中興路東側の計画道路用地を通り、鉄道道路併用橋として設計・建設された新社后橋で基隆河を渡り、大同路（台5甲線）に至る。さらに東進して台鉄汐科駅付近の科学園区に乗り入れ、康誥坑渓に沿って進んだ後、新台五路（台5線）の汐止区公所前に新設する終点駅に到着する。
路線は地下区間および高架区間があり、中運量新交通システムを採用する。全長約17.52 kmで15駅（地下駅8、高架駅7）を設け、車両基地1ヶ所を置く計画である。
本線の工事は二期に分けて行われ、支線は二期工区に含まれる。2020年10月に台北市長柯文哲と基隆市長林右昌に新北市長の侯友宜を加えた沿線3市長が交通部の会議に出席、交通部長の林佳龍とともに基隆軽軌を中運量メトロへ昇格させることで一致した。この場合本路線と規格が揃うため、汐止地区で重複する区間が一本化され、車両基地も民汐線の社后機廠を共用する形となる。
1. 基隆河の東側の区間は全長約11キロメートルの高架区間で、汐科駅や東湖駅を設置し、文湖線および環状線東区間と接続する。工事費は422億ニュー台湾ドルを予定する。新北市長の侯友宜は新北市内の先行着工を表明している[7]。
2. 基隆河の西側の区間は台北市の中心部にあたるため、地下路線とする。同時に東湖支線を建設する[8][9]。

## 沿革

### 実現可能性調査
- 2009年7月13日: 第1期工事（新北市側）の環境アセスメントが審査委員会第180回会議で審査完了し、2010年1月21日に行政院環境保護署による審査同意を受けた[10]。
- 2011年

  - 12月19日：行政院はF/S報告書について経済建設委員会の審議結果を承認した[10]。

### 総合計画
- 2013年

  - 1月24日：コンサルタント会社から「捷運台北捷運民生汐止線・周辺土地開発総合計画」の実施計画書が提出された[10]。
  - 11月8日および11月15日: 公聴会を開催[11]。
  - 8月6日：民生汐止線と文湖線の接続を検討するため、台北都市圏サミットが開催された。
  - 東湖支線は、第3期路線から第2期路線に繰り上げられた[12]。
- 2015年

  - 7月16日：捷運局はSB07-SB09 (内湖蘆洲里から安康路に至る区間)の人口密度は高くないと評価していたが、前市長・郝龍斌は新湖一路から汐止に至る区間 (SB07-SB15) を第1期工区としていた。柯文哲市長はそのうち東湖から汐止に至る区間 (SB10-SB15) を優先的に推進すると発表した[13]。
- 2016年4月：台北市捷運局の王偉局長は、「民生汐止線のF/S報告書は2011年に行政院経済建設委員会の承認を受けており、総合計画報告書の初稿が完成した後、2014年に二市合同研究委員会の審議に付された。現時点では、汐止から東湖へ至る区間の環境アセスメントが完了しているが、東湖から台北市内の民生西路・民生東路に至る区間の環境アセスメントがまだ完了していないため、2017年に予算の見直しが行われる予定である」と述べた[14]。
- 2017年
  - 1月：台北市捷運局は、第2期工区の環境アセスメントと工事の公開入札を平行して進めており、決定後15ヵ月程度で環境アセスメントが終われば、行政院で審議できるとした[15]。
  - 4月15日：第2期工区の東湖から台北市内の民生西路・民生東路に至る区間で環境影響調査が開始された[16]。
- 2018年
  - 10月：松山区のSB05-SB06間において、従来案の民生東路直進での環境アセスメント調査では住民の反対が多く、市捷運局は当該区間を北に約400メートル迂回させ民権東路をルートとする代替案検討に着手、改めて北ルートでの環境アセスメントを諮ることになった。駅も民権東路地下、SB05-1は敦北公園および台北松山空港付近、SB06-1は民権国民小学と三民国民小学付近に設置する計画案となっている[17]。
  - 12月27日：10月に実施した民生東路・民権東路周辺住民に対する2案のアンケート調査（約30,000通）の回答を分析した結果、回収できた20%（約6,000通、約65%）が従来案の民生東路経由を支持、約30%は依然反対を表明しているものの、捷運局は民生東路案での環境アセス手続の書面を環境保護署に送付した[18]。
- 2020年
  - 4月29日：（民生線）台北市内部分の環境アセスメント第3次審査が条件つきで通過[19]
  - 7月31日：（民生線）台北市内部分環境アセスメント審査通過[20]。
- 2022年
  - 3月15日：（汐東線）交通部が新北市内区間の総合計画案を承認[21]。
- 2023年
  - 1月13日：（汐東線）新北市内区間の総合計画案が行政院で承認された[1][2]。

## 計画案
台北市政府捷運工程局は以下の2案を提示していた。
案1: 全線高架案。淡水信義線圓山駅を起点とし、民族西路、建国北路、民権東路を経由して民権大橋を渡って内湖区に入り、新北市汐止区に至る。台鉄樟樹湾駅および汐科駅に乗り入れ、康誥坑溪から新台五路に沿って進み、汐止区役所前に終点駅を建設する。また、中山高速公路の汐止ジャンクション南側の吉林路付近に車両基地を設置する。
案2: 地下・高架併用案。大稲埕碼頭を起点として民生西路に沿って進み、淡水信義線双連駅に接続する。ここから民生西路、民生東路の地下を東進し、基隆河および成功路をアンダークロスした後に高架に出る。以降は案1と同様とする。
最終的に案2が採用された。

### 基隆方面
かつては1990年代から高運量規格の台北捷運南港線をそのまま東側に延伸し、基隆市中心部（基隆駅）へ乗り入れる計画が浮上したが高コストによる不採算性により実現せず、2000年代に本路線と同じ中運量規格によるLRRTを採用する基隆軽軌山線との直通運転に変更された。その後同様の理由で計画自体が白紙化された。2010年代には新北側の終点である汐止から基隆市都心部ではなく七堵区の百福地区まで約4.65km延伸、途中に3駅を設置する計画が提唱されたものの、その後基隆軽軌は台鉄縦貫線を活用し、軌間の異なる狭軌のトラムトレイン方式で基隆と南港を結ぶ南港基隆軽軌として整備されることになったため、本路線の百福延伸および基隆都心乗り入れは事実上消滅したことになる。

## 駅一覧
| 区間          | 駅番号 | 駅名                    | 駅名                    | 駅名                                              | 駅間 キロ | 累計 キロ | 接続路線・備考                                      | 構造      | 所在地 | 所在地 |
| 区間          | 駅番号 | 日本語                  | 繁体字中国語            | 英語                                              | 駅間 キロ | 累計 キロ | 接続路線・備考                                      | 構造      | 所在地 | 所在地 |
| ------------- | ------ | ----------------------- | ----------------------- | ------------------------------------------------- | --------- | --------- | --------------------------------------------------- | --------- | ------ | ------ |
| 第二期 民生線 | SB01   | 大稲埕駅                | 大稻埕站                | Dadaocheng Station                                | 0.0       | 0.0       |                                                     | 地下      | 台北市 | 大同区 |
| 第二期 民生線 | SB02   | 双連駅 （馬偕紀念医院） | 雙連站 （馬偕紀念醫院） | Shuanglian (Mackay Memorial Hospital) Station     | 1.251     | 1.251     | 淡水信義線                                          | 地下      | 台北市 | 中山区 |
| 第二期 民生線 | SB03   | 行天宮駅                | 行天宮站                | Xingtian Temple Station                           | 1.256     | 2.507     | 中和新蘆線                                          | 地下      | 台北市 | 中山区 |
| 第二期 民生線 | SB04   | 北大台北校区駅          | 北大台北校區站          | NTPU Taipei Campus Station                        | 0.811     | 3.318     |                                                     | 地下      | 台北市 | 中山区 |
| 第二期 民生線 | SB05   | 東社駅                  | 東社站                  | Dongshe Station                                   | 1.169     | 4.487     |                                                     | 地下      | 台北市 | 松山区 |
| 第二期 民生線 | SB06   | 民生社区駅 （民生東路） | 民生社區站 （民生東路） | Minsheng Community Station （Minsheng East Road） | 1.123     | 5.610     |                                                     | 地下      | 台北市 | 松山区 |
| 第二期 民生線 | SB07   | 旧里族駅                | 舊里族站                | Jiulizu Station                                   | 1.715     | 7.325     | 環状線東環段                                        | 地下      | 台北市 | 内湖区 |
| 第二期 民生線 | SB08   | 湾仔駅                  | 灣仔站                  | Wanzi Station                                     | 1.626     | 8.951     |                                                     | 地下      | 台北市 | 内湖区 |
| 第二期 民生線 | SB09   | 葫芦洲駅                | 葫蘆洲站                | Huluzhou Station                                  | 1.401     | 10.352    |                                                     | 地下 高架 | 台北市 | 内湖区 |
| 第一期 汐東線 | SB10   | 東湖駅                  | 東湖站                  | Donghu Station                                    | 0.944     | 11.296    | 文湖線                                              | 高架      | 台北市 | 内湖区 |
| 第一期 汐東線 | SB11   | 下社后駅                | 下社后站                | Xiashehou Station                                 | 1.285     | 12.581    | 東湖支線                                            | 高架      | 新北市 | 汐止区 |
| 第一期 汐東線 | SB12   | 社后駅                  | 社后站                  | Shehou Station                                    | 1.158     | 13.739    |                                                     | 高架      | 新北市 | 汐止区 |
| 第一期 汐東線 | SB13   | 樟樹湾駅                | 樟樹灣站                | Zhangshuwan Station                               | 1.051     | 14.790    | 基隆捷運 (共用区間)                                 | 高架      | 新北市 | 汐止区 |
| 第一期 汐東線 | SB14   | 汐止科学園区駅          | 汐止科學園區站          | Xizhi Technology Park Station                     | 0.957     | 15.747    | 台鉄縱貫線：汐科駅 (改札外乗換) 基隆捷運 (共用区間) | 高架      | 新北市 | 汐止区 |
| 第一期 汐東線 | SB15   | 汐止区公所駅            | 汐止區公所站            | Xizhi District Office Station                     | 1.209     | 16.956    | 基隆捷運 (共用区間)                                 | 高架      | 新北市 | 汐止区 |